# Karl Karlowitsch Hippius

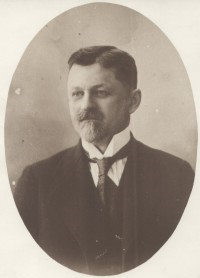
Karl Karlowitsch Hippius (1905)

Karl Karlowitsch Hippius (russisch Карл Карлович Гиппиус; * 29. Januarjul. / 10. Februar 1864greg. in St. Petersburg; † 21. Mai 1941 in Moskau) war ein deutschbaltisch-russischer Architekt.

## Leben
Hippius war der Sohn des deutschbaltischen Architekten Karl Gustav Hippius und Neffe des Architekten Otto Pius Hippius. Der Großvater war der  Maler und Lithograf Gustav Adolf Hippius. Der Urgroßvater war der evangelische Pastor Thomas Hippius.
Hippius studierte 1882–1889 an der Moskauer Hochschule für Malerei, Bildhauerei und Architektur. Er schloss das Studium mit der Großen Silbermedaille und Ernennung zum Künstler-Architekten ab. Darauf arbeitete er bei Roman Iwanowitsch Klein. Seine Karriere begann mit Aufträgen aus den Moskauer Kaufmannsfamilien Bachruschin und Perlow. Sein erstes und bekanntestes Projekt noch unter Leitung Kleins war die chinesische Fassade und Innenausstattung des Teewarenhauses für Sergei Wassiljewitsch Perlow (1895–1896). Gleichzeitig baute er selbständig die Villa für Alexei Alexandrowitsch Bachruschin, die dessen Theatermuseum wurde.
1896 wurde Hippius Architekt für die Moskauer Stadtverwaltung und Mitglied der Moskauer Architekturgesellschaft. Hippius baute dann das Bachruschin-Waisenkinderheim mit Dreifaltigkeitskirche, das Bachruschin-Haus für kostenfreies Wohnen (1904–1907), zwei Mietshäuser für die Bachruschin-Brüder (1900–1901) und ein Haus für A. S. Bachruschina. 1898 folgten eine Villa im Stil der französisch-belgischen Moderne für den Partner der Perlows Kasakow (jetzt Kanadische Botschaft), die Perlow-Kasakow-Teeverarbeitungsfabrik und weitere Bauten. 1901–1904 baute Hippius anstelle der alten abgerissenen Kirche mit Finanzierung durch die Brüder Bachruschin die Kirche Enthauptung Johannes’ des Täufers im Saraisker Kreml nach dem Projekt von Konstantin Michailowitsch Bykowski und 1904–1907 das Armenheim mit Kirche der Kaiserin Helena am Moskauer Treti Monettschikowski Pereulok 4–6.
Hippius war einer der bekanntesten Aquariumfreunde in Moskau und unterstützte den Moskauer Zoo. 1910 baute er in einem eigenen Haus ein großes öffentliches Aquarium, das den Zoo ergänzte. Bekannt wurde er auch als Meisterfotograf, so dass er 1910 Vorsitzender der Moskauer Fotografischen Gesellschaft wurde. Dank seiner Zusammenarbeit mit dem Zoo wurde Hippius nach der Oktoberrevolution staatlicher Architekt. Nach der Vereinigung des Morosow-Gartens mit dem Zoo gestaltete Hippius 1925–1927 die vergrößerte Anlage, deren Struktur trotz mancher Umbauten erhalten blieb. 1927–1928 baute er die Datschensiedlung Solomennaja Storoschka im Moskauer Timirjasewski-Rajon, in der er sich dann selbst niederließ.
Hippius wurde auf dem Wagankowoer Friedhof begraben.

## Werke

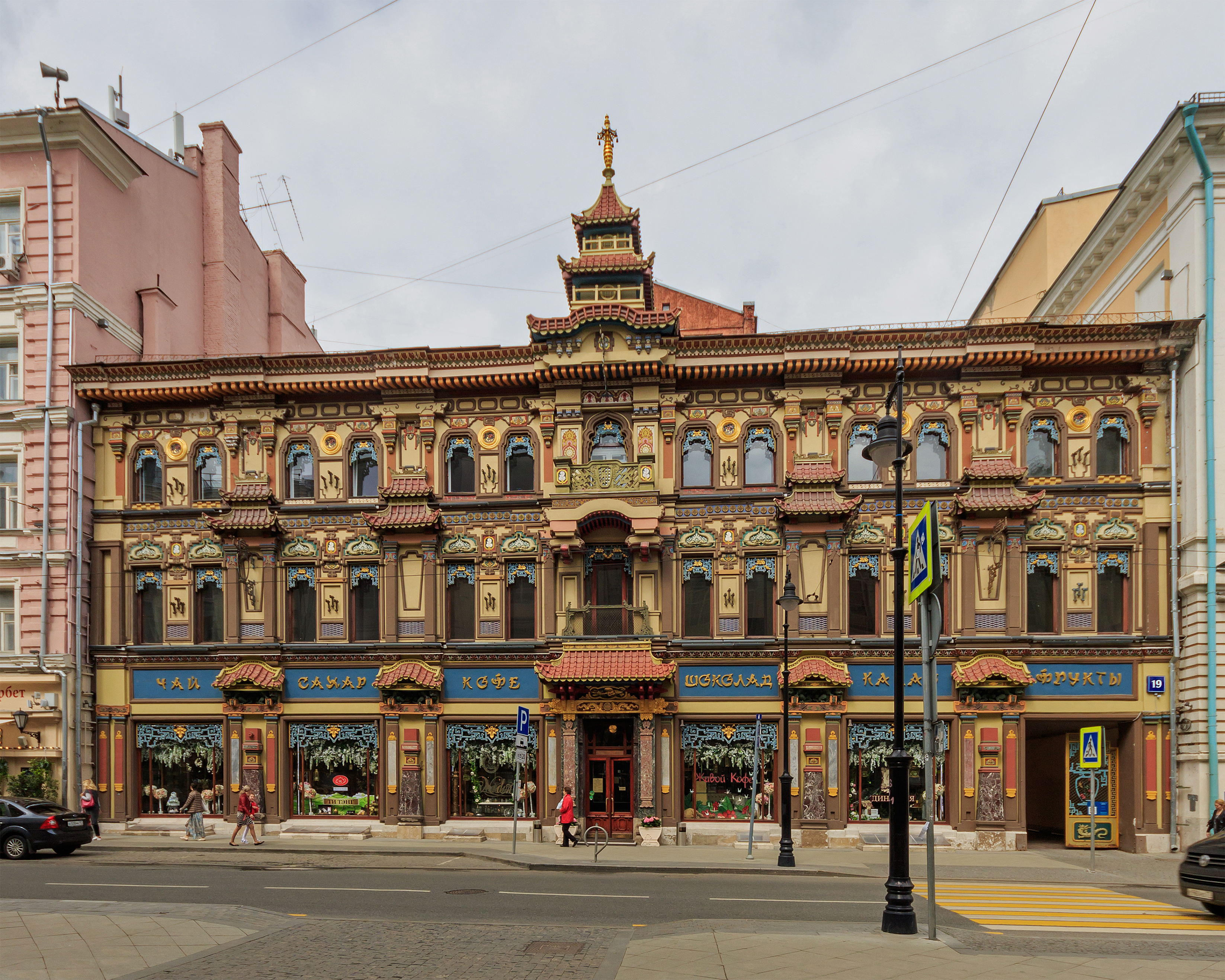
Perlow-Teewarenhaus, Mjasnizkaja Uliza 19, Moskau
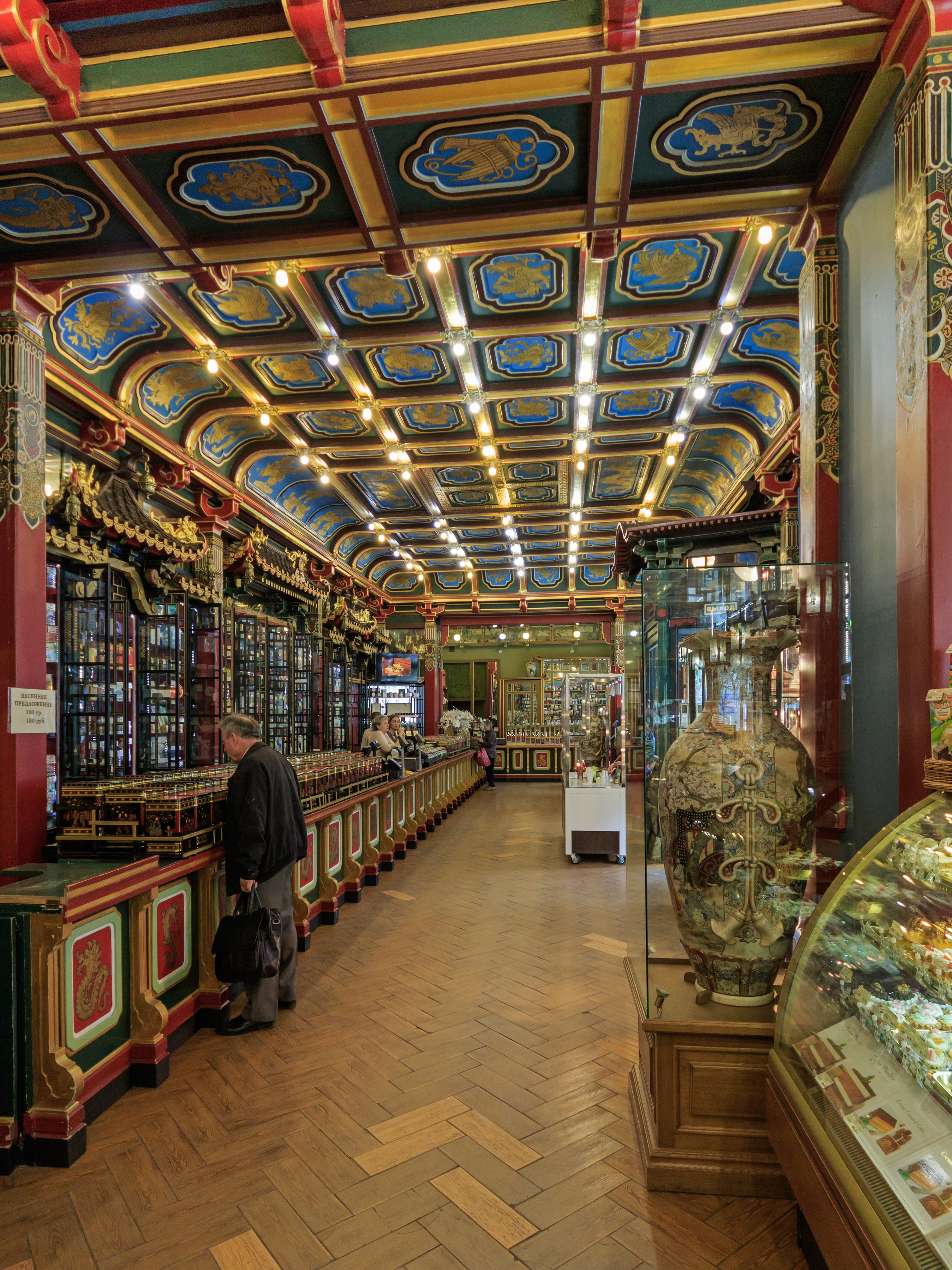
Perlow-Teewarenhaus, Mjasnizkaja Uliza 19, Moskau
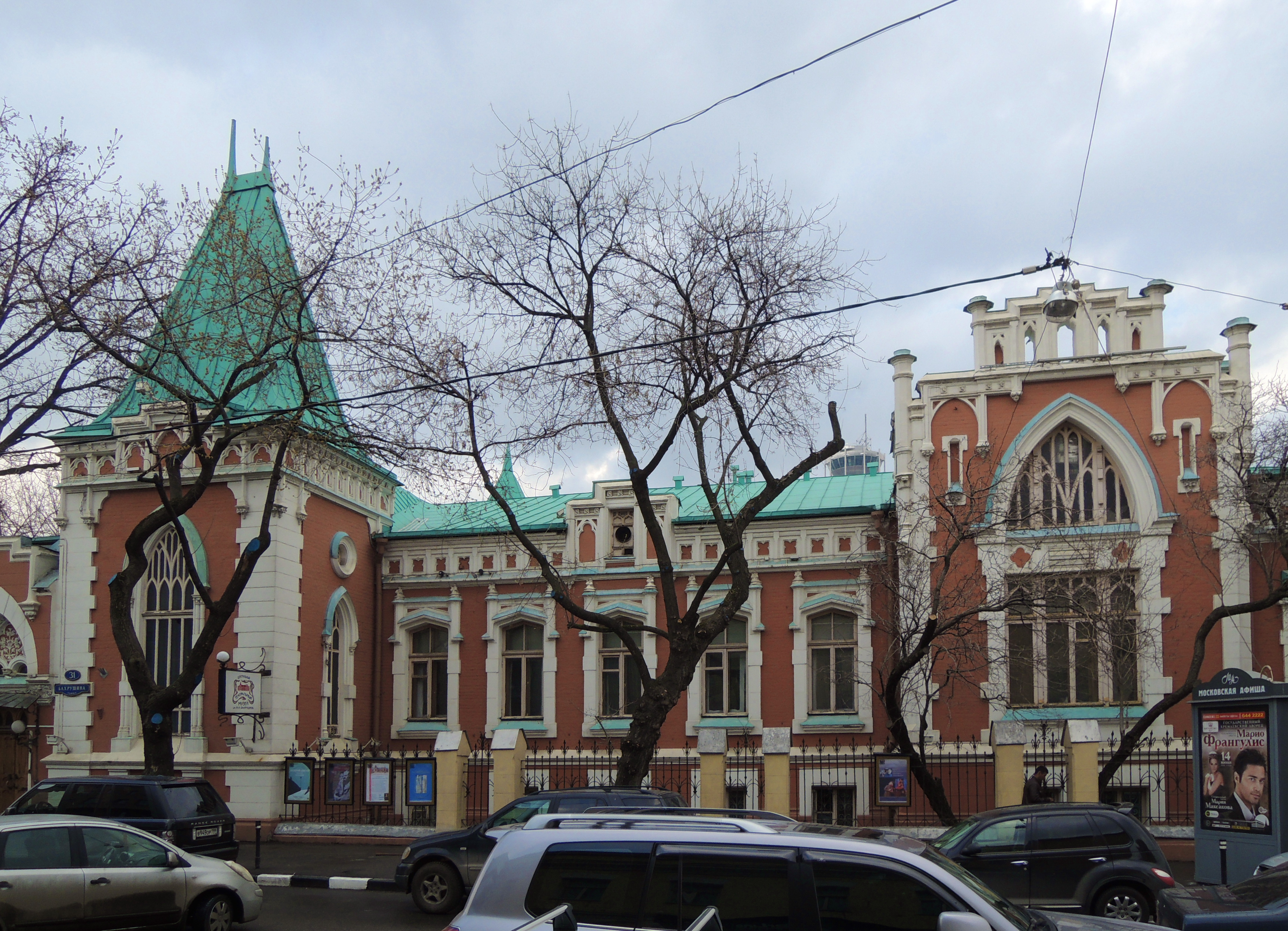
Bachruschins Theatermuseum, Uliza Sazepski Wal 12, Moskau
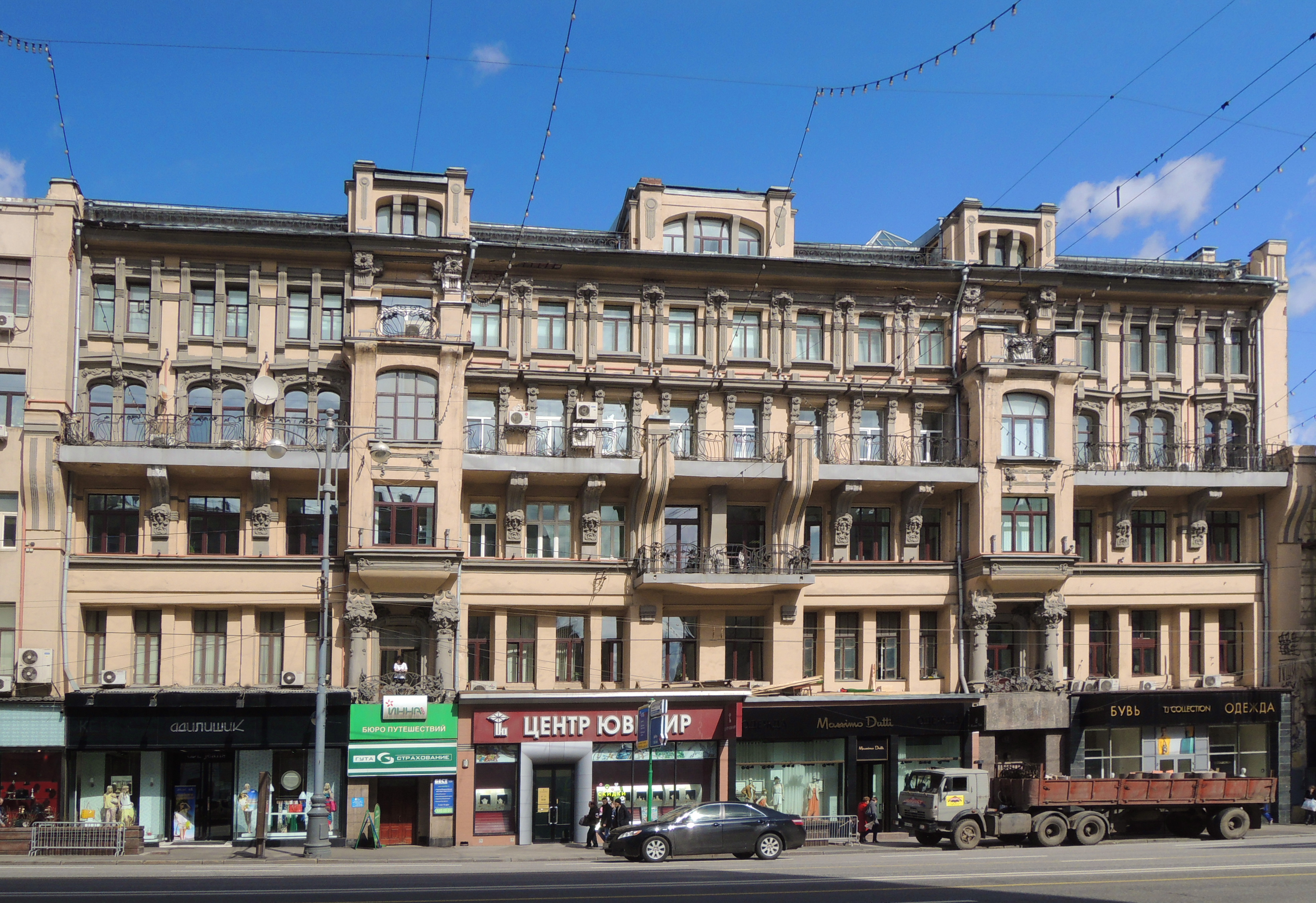
Bachruschin-Mietshaus, Twerskaja Uliza 12, Moskau
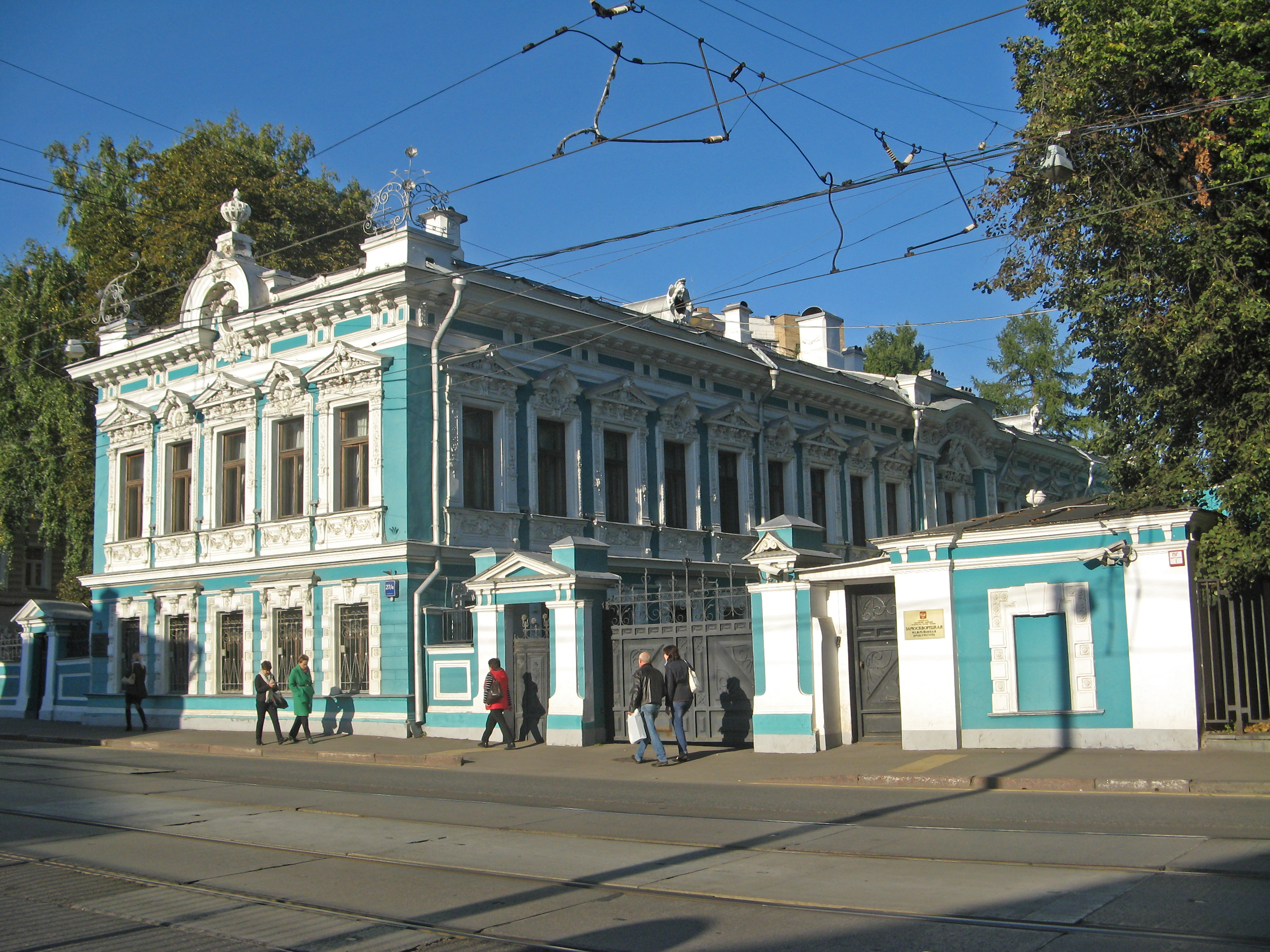
K.-P.-Bachruschin-Villa, Nowokusnezkaja Uliza 27/6, Moskau
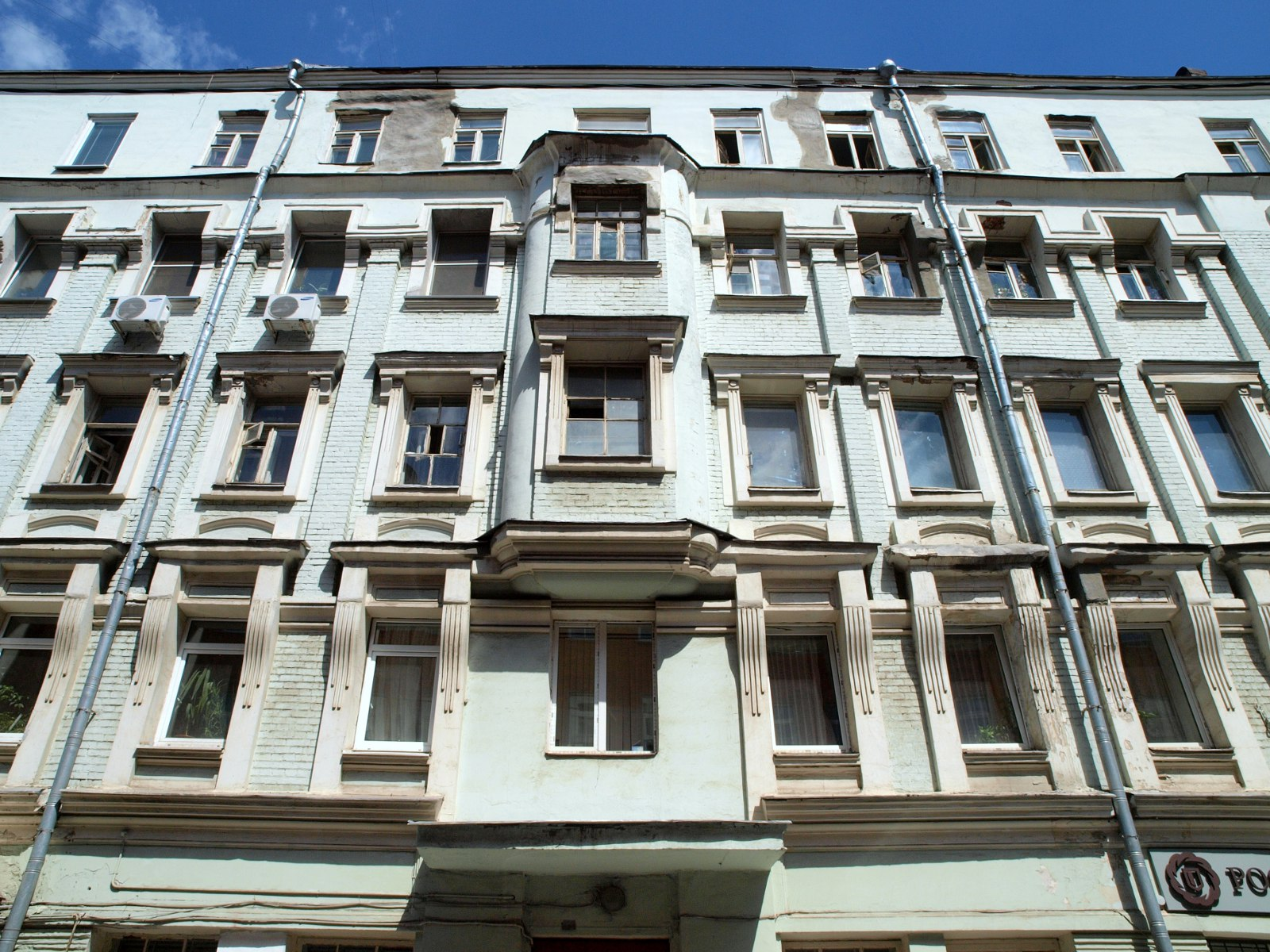
Hippius-Mietshaus, Uliza Timura Frunse, Moskau
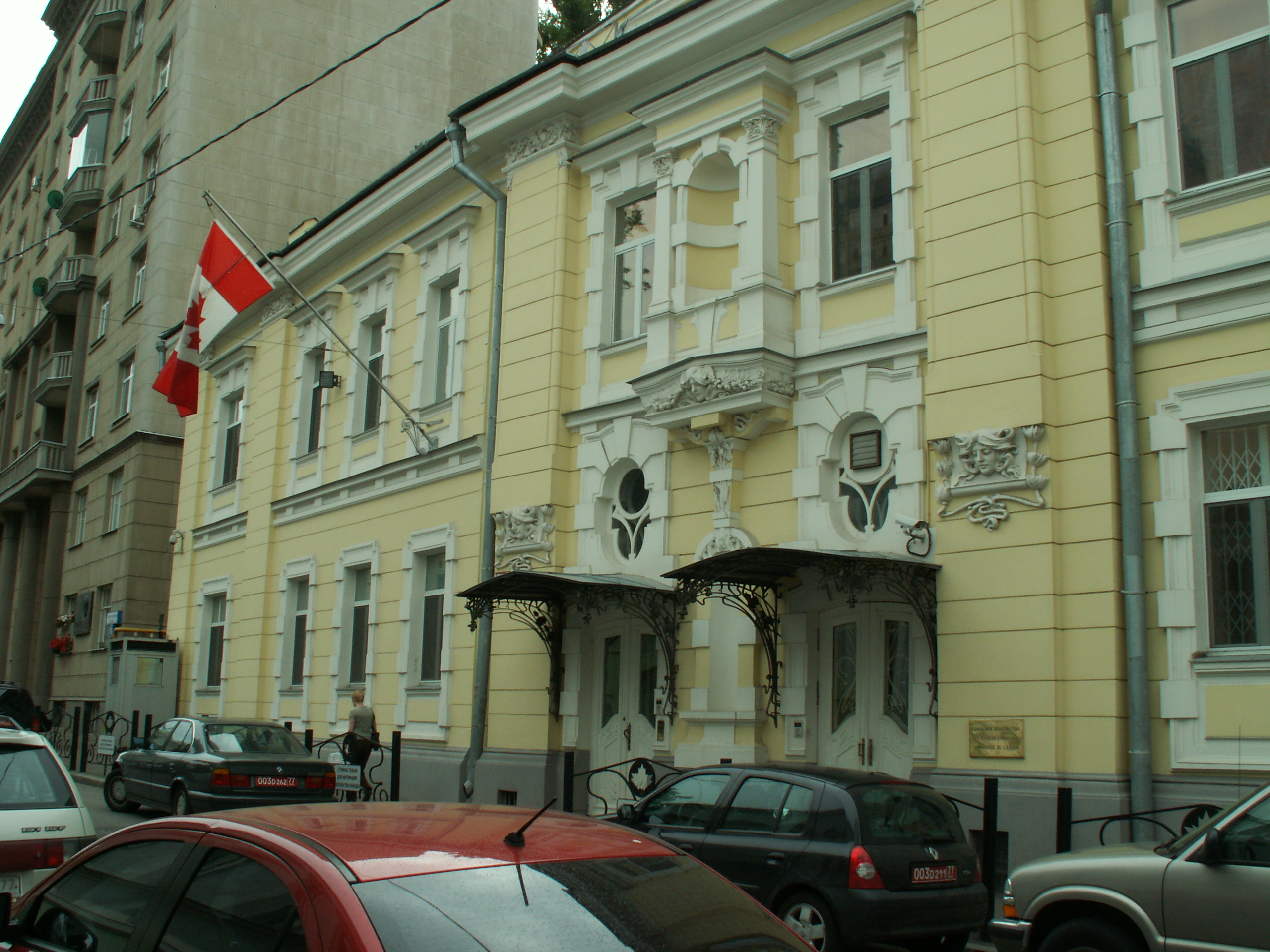
Kasakow-Villa, Starokonjuschenny Pereulok 23, Moskau
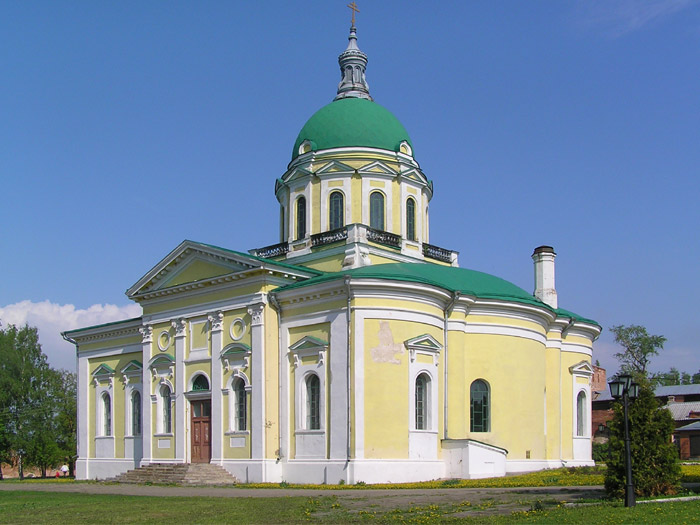
Kirche Enthauptung Johannes’ des Täufers, Saraisker Kreml
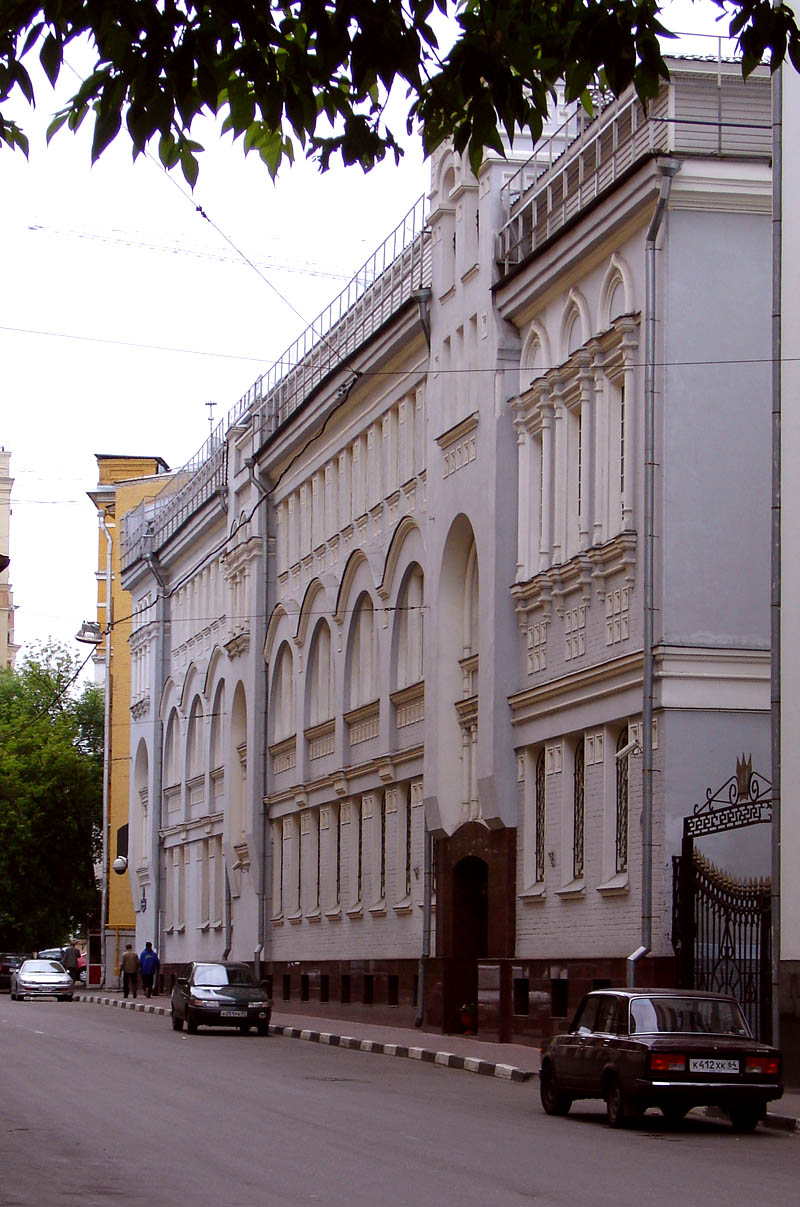
Armenheim, Treti Monettschikowski Pereulok 4–6, Moskau